# Wanted Johnny Texas
Wanted Johnny Texas è un film del 1967, diretto da Emimmo Salvi.

## Trama
Il ranger Johnny Texas viene incaricato dal comando dei Rangers per sterminare la banda O'Connor e di esplodere con la dinamite il suo covo.